# Três Barras do Paraná
Três Barras do Paraná é um município brasileiro do estado do Paraná. Sua população estimada em 2004 era de 11.882 habitantes. Representa 0,12% da população do estado, sendo 4.931 habitantes na zona urbana (41,71%) e 6.891 habitantes na zona rural (58,29%).

## História
O nome deriva da cidade ter sido fundada no local onde havia três nascentes de rios que se juntavam, formando o rio Três Barras. A povoação da qual originou-se o município de Três Barras do Paraná denominava-se Encruzo. A história da povoação de Três Barras do Paraná, está intimamente ligada à de Catanduvas. A partir da década de quarenta ocorreu forte fluxo migratório para região oeste, notadamente de famílias riograndenses e catarinenses. Isto contribuiu para que os espaços vazios fossem preenchidos e a agricultura desenvolvida, trazendo progresso, estabilidade social e cultura à localidade. Em 1966, através da Lei municipal foi criado o Distrito Administrativo de Três Barras. Pela Lei Estadual nº 7305, de 13 de maio de 1980, foi criado o Município, com território desmembrado de Catanduvas e a denominação alterada para Três Barras do Paraná. A instalação oficial deu-se no dia 1 de fevereiro de 1983.
O primeiro prefeito foi o empresário Hélio João Laurindo (1982—1988), e vice, o farmacista Mário Bongiolo.

## Mato Ralo
Distrito onde se concentrava parte da população tribarrense, viviam de agricultura e criação de animais, mas, com o passar do tempo acabou se tornando uma vila, e, por fim, extinguiu-se.

## Economia
A economia da cidade é baseada na pecuária leiteira e agricultura.

## Educação
A cidade possui escolas para ensino até o nível médio e transporte para os estudantes frequentarem faculdade em Cascavel, cidade vizinha.